# 馬息嶺スキー場
馬息嶺スキー場（マシンニョンスキーじょう、朝鮮語：마식령 스키장）は、朝鮮民主主義人民共和国江原道の元山市と法洞郡の境にある馬息嶺に建設された大規模なスキー場である。全距離は110kmにも達する。

## 概説
このスキー場の建設に伴い、北朝鮮当局は馬息嶺速度（마식령속도）という語句を盛んにスローガンに取り入れるようになった。当局は、これまでに驚異的な速さで進められた事業にちなんでその速さを「千里馬速度」「平壌速度」「熙川速度」などと表現してきたが、今回の「馬息嶺速度」の場合もその建設の速さをアピールする狙いがあるとされる。朝鮮労働党機関紙の労働新聞は2013年6月5日に、「馬息嶺速度」で造成を加速し2013年中に完成させるよう求めた金正恩第1書記の「アピール文」を1面に掲載するなど、国家建設の象徴と位置づけられている。在日本朝鮮人総聯合会機関紙の朝鮮新報は2013年6月28日に、「最近朝鮮のメディアに「馬息嶺速度」という言葉が使われない日がない」と報じた。
2013年7月、梅雨前線の活発化によってスキー場の建設現場が集中豪雨に見舞われた。その際、工事現場の一部が破壊され数百人もの死傷者が出たとの情報が北朝鮮国内の消息筋から寄せられた。
報道によると、総延長110kmで、最高地点は海抜1360m。スケート場やホテルなどの関連施設も整備されている。2013年8月の段階では、斜面を切り開き滑走コースを造成する映像が配信されていたが、同年12月には大型リゾートホテルの外観が報道されるなど、施設が急速に建設、整備されつつあることが示されている。
北朝鮮による海外からのリフトやスキー用品の調達を阻止すべく、日本の非政府組織によるロビー活動が行われた。スイスなど欧州各国は、スキー場の整備に必要な機器の輸出制限を検討した。
2013年8月、スイス政府が制裁内容に含まれるぜいたく品の輸出にあたるとして、スイス企業と北朝鮮側はリフト等の売買を約760万ドルでほぼ合意していたものの、これを禁止した。また、フランスやオーストリアの企業も契約を拒んだとしている。北朝鮮スキー協会は、国連制裁を理由にリフトを輸出しなかったとして、スイスに対し不満を表明し、リフトは平和利用であり国連憲章には違反していないと反論した。
2013年12月31日、スキー場がオープン。開場式には金正恩第1書記のほか崔龍海、金己男らが出席し、金正恩は自らリフトに乗ってスキー場を視察した。リフトなど多くの設備は慈江道内の機械工業部門が製造したという。国連の制裁により、設備の輸入が困難になったため自国で製造したとみられている。スキー場の様子はすぐさま世界で報道された。その映像には、スウェーデン・アレコ社製の人工降雪機やカナダ・ボンバルディア社製のスノーモービルなどが写っているが、各社は輸出を否定。中古を市場から調達したものと考えられている。さらに翌年1月9日には元NBA選手のデニス・ロッドマン、同月14日には参議院議員のアントニオ猪木が相次いでスキー場を訪問した。
2018年1月31日、馬息嶺スキー場にて平昌オリンピックに出場する北朝鮮、韓国選手団による南北合同スキー練習が行われた。
2024年、ロシア国内向けにスキー場と平壌市内観光を合わせた観光ツアーが企画された。行程は3泊4日で、料金は日本円で約11万円。